# Анскар (Сполето)
Анскар (на италиански: Anscario, Anskar, † 940) от Иврейската династия (Анскариди) е граф на Павия (ок. 924 – 929) и на Асти (924 – 936) и през 936 – 940 г. маркграф на Ивреа и Камерино и херцог на Сполето.

## Биография
Той е син на Адалберт I Богатия († 923), маркграф на Ивреа, и втората му съпруга Ерменгарда от Тусция (* 901; † 29 февруари 932), дъщеря на маркграф Адалберт II Богатия от Тусция и на Берта от Лотарингия, дъщеря на крал Лотар II (Каролинги). Анскар е полубрат на Беренгар II, крал на Италия от 950 до 961 г.
През 936 г. той наследява Теобалд I като херцог на Сполето. През 940 г. е наследен от херцог Сарлионе.